# توماس بيترسن
توماس بيترسن (بالنرويجية البوكمول: Thomas Pettersen)‏ هو لاعب كرة يد نرويجي. مثل منتخب النرويج لكرة اليد. بدأ تمثيل المنتخب في سنة 1998 ولعب معه 21 مباراة حتى سنة 2001. نافس في بطولة العالم لكرة اليد للرجال 1999.

## روابط خارجية
- توماس بيترسن على موقع الاتحاد الأوروبي لكرة اليد (الإنجليزية)
- توماس بيترسن على موقع الاتحاد النرويجي لكرة اليد (النرويجية)